# Тайдалектика
Тайдалектика (англ. Tidalectics) — философско-литературное направление, сформировавшееся в конце XX века. Тайдалектику можно рассматривать с точки зрения как формы, так и содержания: в упрощённой формулировке тайдалектику можно определить как особый вид «океанического мировоззрения» и «трёхчастную цикличность». Отцами-основателями тайдалектической поэтики являются барбадосский поэт и историк Камау Брейтуэйт и американский поэт Натаниэль Макки.
В определении Камау Брейтуэйта тайдалектика подразумевает собой «движение воды вперёд и назад как некое циклическое движение — противопоставляющееся движению линейному». Тайдалектика также может восприниматься как преодоление понятия диалектики, «отказ от идеи трёх компонентов, где два первых разрешаются в третий».

## Этимология названия
Этимология опирается на двузначность англ. tide — и прилив, и отлив, обе точки приливно-отливного цикла. Термин также созвучен диалектике (dialectic), но одновременно как бы отменяет её через изменённое начало слово. Камау Брейтуэйт предложил такой термин, так как он подразумевал «непрерывную пульсацию приливно-отливного движения» вместо неизменно поступательного (как он это видит в диалектике).

## История появления термина
Впервые термин «тайдалектика» появляется в проекте Камау Брейтуэйта ConVERSations with Nathaniel Mackey, где поэты совместно разрабатывают теорию тайдалектического: стратегического соединения tidal (волнового) и dialectic (диалектики).
Поэты изображают тайдалектику через серию образов различных колебательных движений, в том числе и через то, что Камау Брейтуэйт называет движениями «нашей бабушки»: то, как она каждое утро подметает двор, Брейтуэйт описывает как «движение океана, по которому она прогуливается, приближаясь из одного continentcontinuum, затрагивая другой, а затем удаляясь». Этот бесконечный акт наступления-отступления, прогресса-регресса оказывается в высшей степени плодородным, выливающийся в «творческий хаос будущего».
Таким образом, тайдалектика Брейтуэйта, или так называемый «дискурс утренней метлы», представляет собой своеобразный контр-ответ линейности Гегельянской диалектики.
Наряду с разнообразными темпоральностями «океанического пространства» теория Брэтуэйта предлагает к рассмотрению на первом плане, что он называет «затопленными матерями», которые, по его мнению, должны быть восстановлены в региональной истории.
В своём поэтическом проекте The Arrivants (с англ. — «Прибывшие»), Брейтуэйт увязывает изложением концепции тайдалектики с «раскопками истории», пытаясь в процессе культурной деколонизации привлечь внимание к проблемам потомков рабов — людей африканского происхождения, проживающих сейчас на Карибских островах. Несмотря на то, что Брейтуэйт концентрировался на истории островов Карибского бассейна, сама концепция тайдалектики оказалась применимой и к истории жителей других островных регионов, переживающих постимперский и постколониальный опыт, например к тамильским поселенцам в Куала-Лампуре.

## Семиотические особенности
Поэты-тайдалектики активно экспериментируют со знаками препинания, шрифтами и графическими образами, и главным знаком, появляющимся на самом первом уровне создания волнового поэтического языка, становится круглая скобка. Скобка, имеющая двойственную структуру (открытая и закрытая), своей формой также напоминающая волну, в тайдалектической парадигме поэтического языка является одновременно как отсутствием какого-либо звука — паузой, предшествующей смене интонации, — так и неким контейнером, вместилищем звука: слов, фраз, предложений.
Среди художественных методов, с которыми активно работал Брейтуэйт, можно назвать создание антологий. По его мнению, антологии имеют «приливно-отливную» эстетику, которая раскрывается по мере того, как читатель переходит от истории к истории, объединённой в общий сборник.